# Caza con reclamo
Caza con reclamo es un cuadro de Francisco de Goya de la primera serie de cartones para tapices. Realizada en 1775, fue entregada a la Real Fábrica de Tapices de Santa Bárbara el 25 de mayo de ese año.
Concuerda con los gustos del príncipe de Asturias, Carlos de Borbón. Al heredero de la corona le gustaban los temas relativos a la caza y a la pesca, sus mayores aficiones heredadas de su padre el rey Carlos III.
Su emplazamiento original era el comedor de los príncipes de Asturias en el Palacio del Pardo, aunque con el tiempo pasó al sótano del Palacio Real de Madrid. En 1870 fue descubierto junto con otros cartones por Gregorio Cruzada Villaamil y fue entregado al Museo del Prado, donde permanece en la actualidad. Su número de catálogo es 2856 y se exhibe en la sala 90.

## Análisis
Como todos los cuadros de la primera serie de cartones, es un lienzo sencillo y sin una amplia gama cromática. Es posible que ello se deba a las exigencias de los tejedores, que pedían un cartón simple para manejar con destreza el telar. En el lienzo puede verse un puesto de caza con un reclamo, dos pájaros encerrados en su jaula, un perro y una red que enmarca al conjunto.
Muy factible es el hecho de que Goya haya estado interesado en sus años noveles por la fauna, que aquí ha representado precisamente. El mochuelo parece copiado de un estudio de disecación. Es similar al búho, que años más tarde Goya usará en sus dibujos como símbolo de la maldad.
Plagado del estilo de los Bayeu, estaba destinado a una sobreventana y su pareja es conocida como Perros y útiles de caza, y el aragonés percibió 2.500 reales por pintarlos.
Es un estilo minucioso y detallista que se ha visto tradicionalmente de abajo hacia arriba debido a su emplazamiento. No es característico de las obras de Goya y sigue fielmente los dictados de Bayeu. Muy claros pueden observarse los cielos y los árboles, característicos de todos los cartones de Goya.
Se aprecian formas piramidales simples y, en fin, el perro domina la composición. Las diagonales y las ramas del árbol unifican una composición destacable desde el punto de vista de la estudiosa Janis Tomlinson.
Es probable que haya tenido buen recibimiento entre la familia real, pues los directivos de la fábrica permitirían a Goya, en adelante, pintar cartones de «su propia invención».